# Jane Calamitat
Calamity Jane és una pel·lícula estatunidenca dirigida per David Butler i estrenada l'any 1953. Ha estat doblada al català.

## Argument
Calamity Jane, una dona dura que cavalca i dispara igual que un home, arriba a la ciutat de Deadwood (Dakota del Sud) on és ben rebuda per Will Bill Hickok i altres persones, que escolten amb entusiasme les seves històries sobre els indis. Aquesta mateixa tarda, el públic de la sala Golden Garter expressa el seu descontentament quan en lloc d'una bella actriu de Nova York apareix a l'escenari un artista anomenat Francis Fryer. Per calmar a l'audiència, Jane promet tornar amb Adelaid Adman, una estrella de Chicago adorada pels homes.

## Repartiment
- Doris Day: Calamity Jane
- Howard Keel: Wild Bill Hickok
- Ally Ann McLerie: Katie Brown
- Philip Carey: tinent Gilmartin
- Dick Wesson: Francis Fryer
- Paul Harvey: Henry Miller
- Chubby Johnson: Rattlesnake
- Gale Robbins: Adelaïde Adams
- Lee Shumway: el barman
- Rex Lease: Buck

## Premis i nominacions
Premis
- 1954: Oscar a la millor cançó original per Sammy Fain i Paul Francis Webster amb "Secret Love"

Nominacions
- 1954: Oscar a la millor banda sonora per Ray Heindorf
- 1954: Oscar al millor so per William A. Mueller